# توماس بوبادييا
توماس بوبادييا (بالإسبانية: Tomás Bobadilla) (و. 1785 – 1871 م)هو سياسي من جمهورية الدومينيكان .